# Cápsula renal
La adiposa o capsula renal es una membrana transparente, fibrosa y continua con la capa externa del uréter, está cubierto de una gruesa capa de tejido adiposo perinefrítico. Su función es la de servir como aislamiento del riñón en posibles infecciones, traumas y daños. En el interior de la cápsula renal se encuentra la corteza renal.
La cápsula renal es la primera de las tres capas excéntricas que cubren al riñón, le sigue la cápsula adiposa y la fascia renal o perirenal.